# Everetts dwergooruil
Everetts dwergooruil (Otus everetti) is een vogelsoort uit de familie van de Strigidae (uilen). Deze vogel is genoemd naar de Britse koloniaal ambtenaar en natuuronderzoeker Alfred Hart Everett.

## Verspreiding en leefgebied
Deze soort is endemisch op de Filipijnen (Bohol, Leyte, Samar, Mindanao en Basilan).

## Status
De grootte van de populatie is niet gekwantificeerd maar de soort wordt omschreven als plaatselijk algemeen. Op de Rode lijst van de IUCN heeft deze soort de status niet bedreigd.